# Pirate Gold (1920)
Pirate Gold is een serie stomme films uit 1920 van regisseur / acteur George B. Seitz. De 10 delen van de serie werden later opnieuw gemonteerd in de lange film Rogues and Romance (1920).

## Rolverdeling
| Acteur             | Personage             |
| ------------------ | --------------------- |
| Marguerite Courtot | Gabrielle Hall        |
| George B. Seitz    | Ivanhoe 'Hoey' Tuttle |
| Frank Redman       | Austin Tuttle         |
| William P. Burt    | Tanner                |
| Joe Cuny           | Kaidy                 |
| Harry Stone        | Agent Peabody         |
| Harry Semels       | Siebert               |
| Matthew Betz       | Harmon                |